# Diemel
De 105,5 km lange Diemel is een westelijke zijrivier van de Wezer in Hessen en Noordrijn-Westfalen (Duitsland).

## Rivierloop
De Diemel ontspringt in het noordwesten van de deelstaat Hessen, ongeveer 300 m noordelijk van de grens met Noordrijn-Westfalen, en loopt deels over de grens van Hessen en Noordrijn-Westfalen.
In Bad Karlshafen (Hessen), op de oostgrens van Herstelle, gem. Beverungen (Noordrijn-Westfalen), en tegenover Lauenförde (Nedersaksen) mondt de Diemel uit in de Wezer. Op dit mondingspunt is dus een drielandenpunt van drie deelstaten. Ook bevindt zich op deze plek een belangrijke wegsplitsing van de Bundesstraße 83, die langs de Wezer en zuidwaarts enige km langs de Diemel loopt, en de Bundesstraße 80, oost- en zuidwaarts langs de Wezer naar Hannoversch Münden. 
Naast de Diemel loopt de voor fietsers bewegwijzerde Diemelradweg.

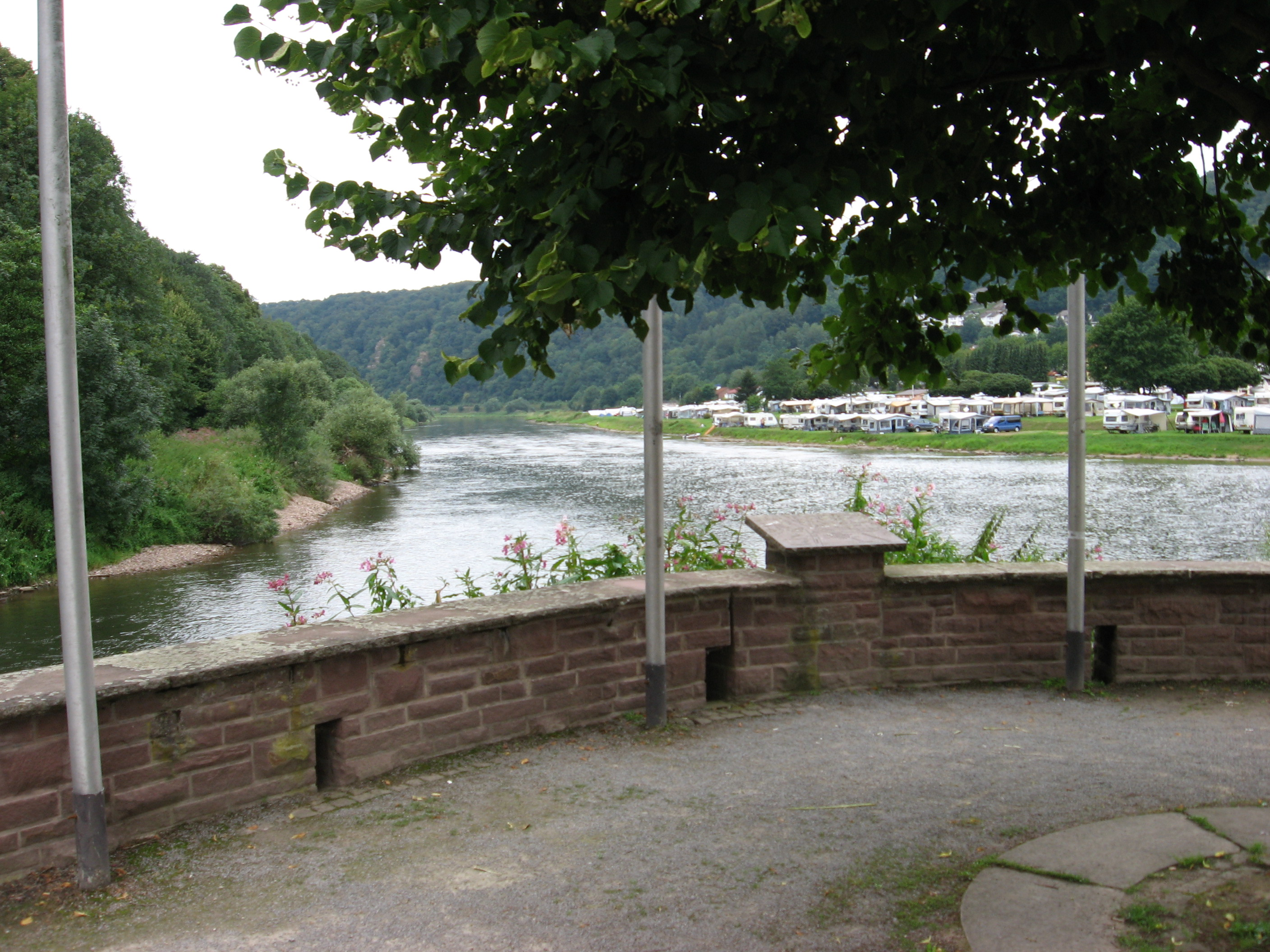
Monding van de Diemel (links) in de Wezer

## Stroomgebied en Hoogteverval
Het stroomgebied van de Diemel, dat voor ongeveer 70% in Hessen en zo'n 30% in Nordrhein-Westfalen ligt, omspant ongeveer 1.760 km². Tot aan de monding in de Wezer bij Bad Karlshafen heeft de Diemel 584 m hoogteverval.

## Plaatsen
van de bron van de Diemel stroomafwaarts:
- Usseln
- Diemelsee
- Marsberg
- Diemelstadt
- Warburg
- Liebenau
- Trendelburg
- Helmarshausen en Bad Karlshafen

## Zijrivieren
van de bron van de Diemel stroomafwaarts:
- linker zijrivier uit westelijke richting: Hoppecke
- linker zijrivier uit westelijke richting: Itter
- rechter zijrivier uit zuidelijke richting: Rhene
- rechter zijrivier uit zuidelijke richting: Orpe
- rechter zijrivier uit zuidelijke richting: Twiste
- linker zijrivier uit noordelijke richting: Eggel
- rechter zijrivier uit zuidelijke richting: Warme
- rechter zijrivier uit zuidelijke richting: Esse
- rechter zijrivier uit zuidelijke richting: Holzape

(overigen zijn zeer kleine beken en worden hier niet genoemd)
- Virtual International Authority File: 239907181